# Велики страх
Велики страх (француски: la Grande Peur) је термин којим се означава паника француског становништва на почетку Француске револуције. Трајао је од 17. јула до 3. августа 1789. године. Изазван је неоснованим гласинама о тзв. "аристократској завери". Окончан је седницом Уставотворне скупштине на којој је укинут феудални поредак у Француској (3. август). 

## Увод
Након успостављања Националне уставотворне скупштине (9. јул), краљ и аристократија одлучили су да прибегну сили. Окупили су војску од 20.000 људи која је опколила Париз и Версај. Двор је намеравао да војском растера скупштину. Народне масе биле су будне. Економска криза допринела је мобилизацији снага. Жетва 1788. године била је лоша, а већ августа почиње раст цене хлеба. Неродна година била је и следећа, 1789. Народ криви убираче десетина и великаше који убиру у натури, као и трговце који спекулишу житом. Једна од краљевих мера било је и отпуштање Некера који је подржавао захтеве трећег сталежа. Учинак је био катастрофалан. Бирачи трећег сталежа установили Стални комитет који је одредио 200 људи који су могли носити оружје и чинили су париску милицију којом су се бранили. Маса се поново диже 13. јула. Следећег дана заузела је Инвалидски дом одакле је узела 32.000 пушака са којима је кренула на Бастиљу, тврђаву која је представљала симбол апсолутизма. Бранило ју је 80 инвалида и 30 Швајцараца. Занатлије су довукле пет топова те је гувернер наредио предају. Мост је спуштен, а народ је навалио и раставио ју је циглу по циглу. Дан пада Бастиље, 14. јул, слави се у Француској као дан републике. Ла Фајет је 1790. године послао кључеве Бастиље у Америку, председнику Џорџу Вашингтону. 

## Страх
Краљ је попустио и наредио повлачење трупа. Париска буржоазија преузима управу над престоницом. Стални комитет постаје Париска комуна. Париска полиција постала је Национална гарда на челу са Ла Фајетом. Угрожена аристократска странка одлучила се на емиграцију. Први емигранти беже у Низоземску (гроф Артоа и кнез Кондеа). Вест о паду Бастиље позната је у свим крајевима Француске до 19. јула. У наредних месец дана долази до револуција у свим већим градовима. Старе управе су ограничаване или укидане. Нестаје централизма, краљевска власт нестаје. Обустављено је убирање пореза. Повлачење аристократа ствара неоснован страх од „аристократске завере“ који подстиче и побуне на селима. Сељаци, под утицајем преувеличане и искривљене слике о побуни, наоружавају се косама, вилама и ловачким пушкама и нападају племићке дворце. Убрзо избијају разлике између буржоазије и сељаштва. Буржоазија, која као и племство, има властелинства, осећа да су сељачким устанцима угрожени њени интереси те оружјем гуши побуне. То није довело у питање резултате „панике“. Феудални систем није могао опстати после јулских сељачких устанака.